# 1964年の航空
< 1964年
1963年の航空 - 1964年の航空 - 1965年の航空

## 航空に関する出来事
- 1月28日 - 訓練中のアメリカ空軍の非武装のT-39 セイバーライナー機が東ドイツのエアフルトでソビエト空軍のMiG-19戦闘機に撃墜された。（「1964年のアメリカ空軍T-39機の撃墜事件」）
- 1月29日 - サターンI SA- 5が初めて打ち上げられた。

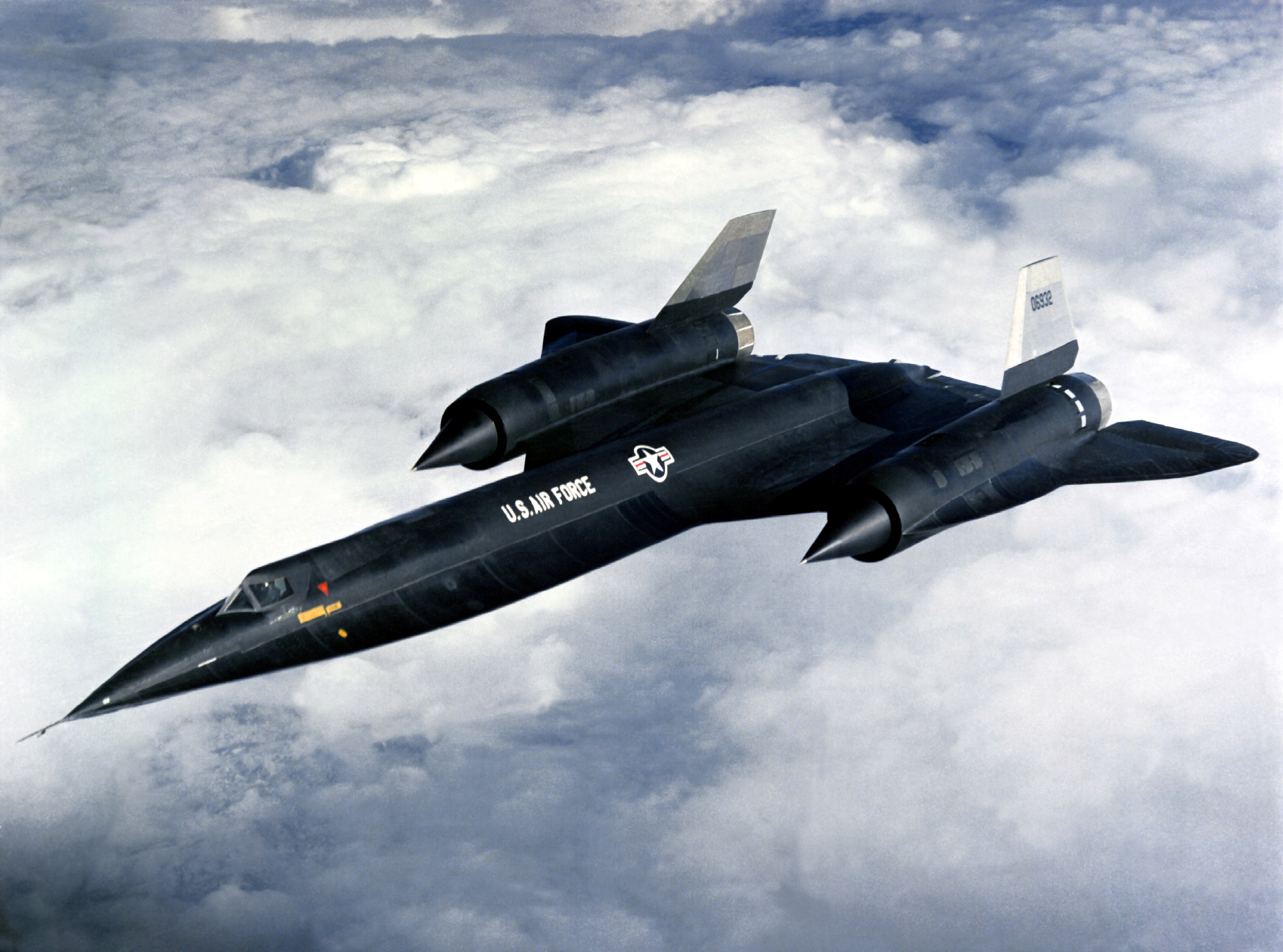
ロッキード A-12

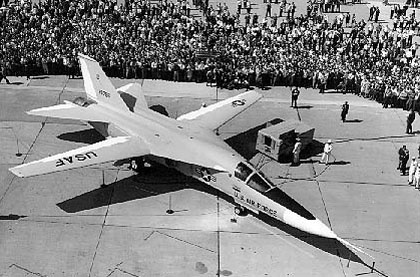
ゼネラルダイナミクス F-111

- 2月29日 - アメリカのジョンソン大統領がの超音速試作機、ロッキード A-12の存在をA-11の名称で発表した。
- 3月6日 - ソ連の戦闘機　MiG-25が初飛行した。
- 4月8日〜12日 - ジェミニ1号の宇宙飛行が行われた。
- 3月19日〜4月17日 - アメリカの女性パイロット、ジェリー・モックがセスナ 180、「スピリット・オブ・コロンバス」号で女性として最初の世界一周飛行に成功した。
- 3月17日〜5月12日：アメリカの女性パイロット、ジョーン・メリアム＝スミスがパイパー アパッチ、「シティ オブ ロングビーチ」号で56日間をかけて34箇所に着陸して44,400kmを飛行して、世界一周飛行に成功した。
- 5月11日 - ジャクリーン・コクランが、F-104G スターファイターで2,300km/hの飛行を行い、女性の速度記録を更新した。
- 6月9日 - R/C潜水艦マニアのドナルド・V・リードが製作したRFS-1が、2mの潜水航行と10mの高度の飛行に成功した。
- 6月28日 - アメリカの実験機X-15の、外部燃料タンクを搭載した新しいバージョン、X-15A-2が初飛行した。
- 7月15日 - イタリアの練習機、アエルマッキ SF-260が初飛行した。
- 7月28日 - アメリカの人工衛星、レインジャー7号が月面の写真を撮影した後、月に衝突することに成功した。
- 7月31日 - アメリカのアルヴィン・ホーン・パーカーがSisu-1Aで、グライダーの長距離飛行記録、1,041.52kmを樹立した。
- 9月21日 - アメリカの爆撃機、XB-70 ヴァルキリーが初飛行した。
- 9月27日 - イギリス爆撃機、BAC TSR-2が初飛行した。
- 9月29日 - ティルトウィング式4発垂直離着陸機、XC-142が初飛行した。
- 10月12日〜13日 - 複数の宇宙飛行士が搭乗する最初の、宇宙船による宇宙飛行が行われた。ボスホート1号で、ウラジミール・コマロフ（Vladimir Komarov）、コンスタンチン・フェオクチストフ（Konstantin Feoktistov）、ボリス・イェゴロフ（Boris Yegorov）が宇宙飛行した。
- 10月14日 - アメリカの大型ヘリコプター、シコルスキー CH-53が初飛行した。
- 11月4日 - BOACのホーカー・シドレー トライデントが商業飛行の分野で最初の自動着陸を行った。
- 11月18日 - アメリカ海軍の輸送機、グラマンC-2 グレイハウンドが初飛行した。
- 11月28日 - 火星を探査する、アメリカのマリナー4号が打上げられた。
- 12月 - イギリス空軍のアクロバットチーム、レッドアローズがフォーランド ナットで編成された。
- 12月21日 - ゼネラルダイナミクス F-111が初飛行した。
- 12月22日 - 戦略偵察機、ロッキード SR-71が初飛行した。

## 航空に関する賞の受賞者
- ハーモン・トロフィー：マックス・コンラッド、ジョーン・メリアム＝スミス
- FAI・ゴールド・エア・メダル：ウラジミール・コキナキ
- デラボー賞： ウラジーミル・コマロフ (USSR)、コンスタンチン・フェオクチストフ (USSR)、ボリス・イェゴロフ (USSR)
- イギリス飛行クラブ金賞：ジェームズ・マーティン

## 1964年に初飛行した機体の画像

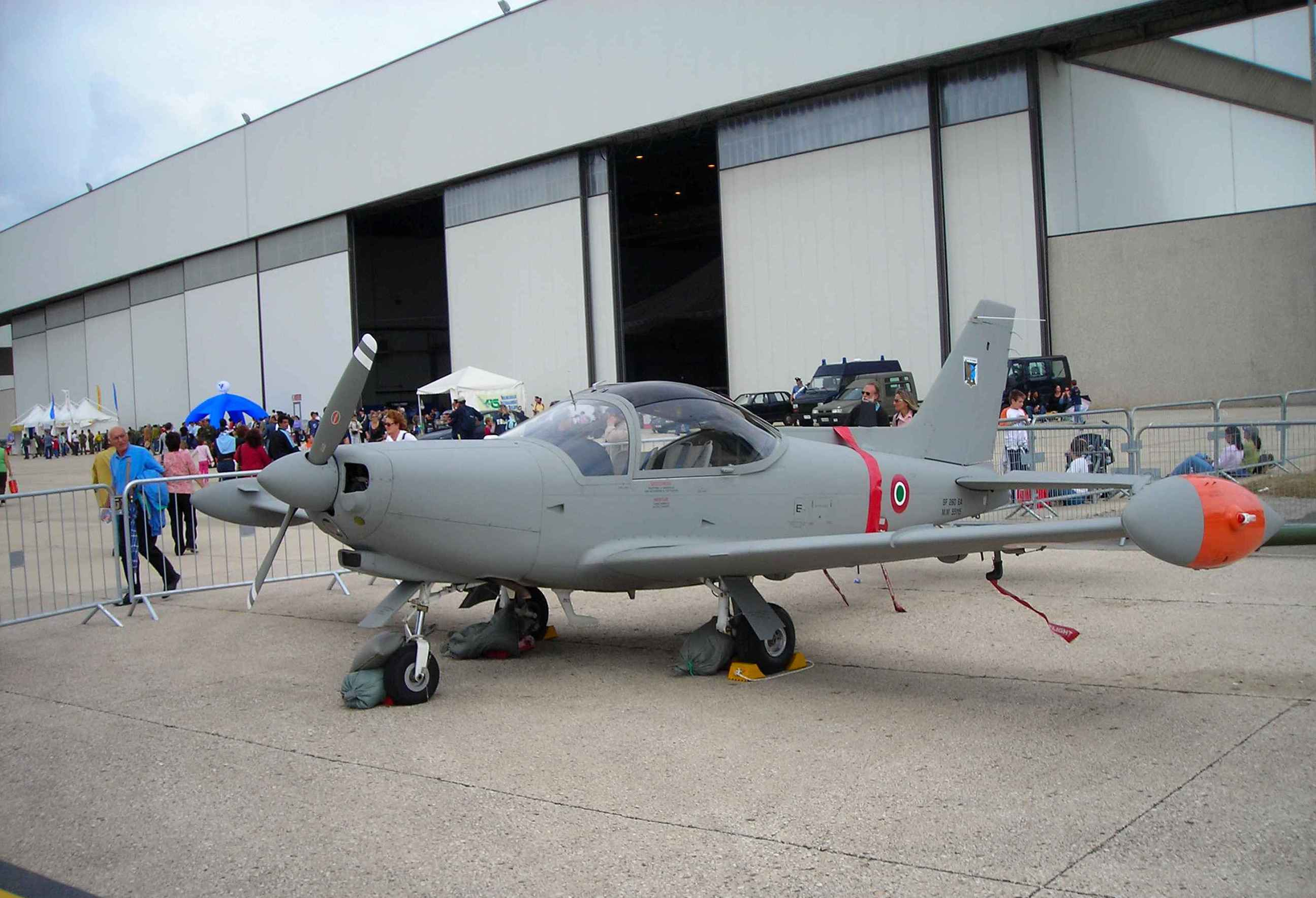
アエルマッキ SF-260 （7月15日）
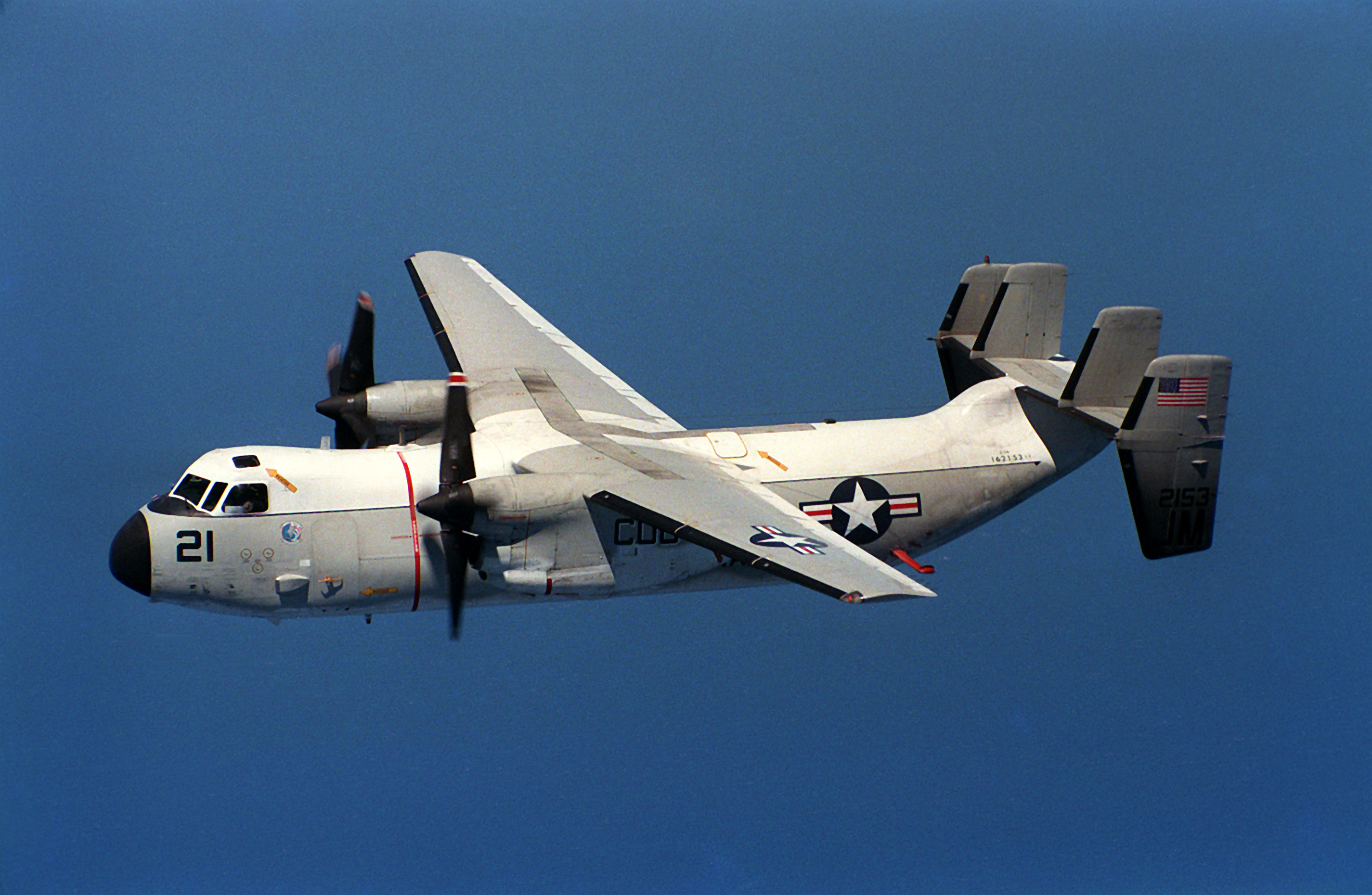
C-2 グレイハウンド （11月18日）